# 二长棘鲷
二长棘鲷（学名：Parargyrops edita）为輻鰭魚綱鱸形目鲷科二长棘鲷属的鱼类，俗名板鱼、盤魚、䲞鱼、立花、长鳍等。分布于印度尼西亚、朝鲜、日本以及中国南海、台湾海峡、东海等海域，属于暖温性底层鱼类。其常栖息于近海水深20-70米以及底质为沙泥、沙砾、岩礁或贝藻丛生的海区。

## 扩展阅读
維基物種上的相關：二长棘鲷